# 陽詠存
陽詠存（Esther Yang，1987年5月2日—），臺灣影視演員，於2019結束與前東家凱渥模特兒經紀公司的合約，並於2020創立純心果效工作室。從小因家庭關係而移居美國。2015年，演出三立八點華劇《軍官·情人》的王尚默（默默），因內斂自然的演技而受矚目。2017年首次擔綱三立華八《真情之家》第一女主角。2018年《你好，幸福》告別作，婚後生子息影。

## 影視作品

### 電視劇
| 年份 | 播出頻道               | 劇名         | 飾演           | 性質       |
| ---- | ---------------------- | ------------ | -------------- | ---------- |
| 2012 | 三立都會台、東森綜合台 | 真愛趁現在   | 楊奕晴         | 女配角     |
| 2012 | 公共電視               | 遺忘         | 張曉霞         |            |
| 2013 | 新傳媒                 | 揭秘         | April          |            |
| 2013 | 新傳媒                 | 小小傳奇     | 宁静           |            |
| 2014 | 八大綜合台、台灣電視台 | 徵婚啟事     | 李依萍         | 客串       |
| 2015 | 八大綜合台、湖南衛視   | 明若曉溪     | 菲菲           |            |
| 2015 | 三立都會台、東森綜合台 | 軍官·情人    | 王尚默（默默） | 聯合主演   |
| 2015 | 新传媒                 | 初一的心願   | 蔡嘉怡         |            |
| 2016 | 台視、三立都會台       | 浮士德的微笑 | 簡小悅         | 第二女主角 |
| 2017 | 三立都會台             | 真情之家     | 溫馨 (Ivy)     | 第一女主角 |
| 2018 | 三立都會台             | 你好，幸福   | 溫雅潔(Kate)   | 第二女主角 |

### 網路剧
| 年份 | 播出頻道 | 劇名               | 飾演  |
| 2016 | CHOCO TV | X情人系列-盲目情人 | Janet |
| 2016 | 網路     | Mr.Bartender       | Mandy |

### 電影
- 2013 <<Shy Guys>>
- 2016 <<Made in Taiwan>>

### 微電影
- 全球福音微電影金鷹獎 <<以撒的禮物>>
- 世新大學畢製 <<金魚的心臟很小>>

## 節目
| 年份 | 播出頻道        | 節目名稱     |
| 2013 | Catwalk TV      | 明星偵查瘋   |
| 2014 | 年代電視        | 佩岑微時尚   |
| 2015 | 三立都會台      | 愛玩客       |
| 2016 | 三立都會台      | 愛玩客       |
| 2018 | tDC台中數位頻道 | 台中一日好喲 |

## 音樂作品
| 歌手 | 專輯             | 歌名     |                  |
| 寫手 | Nostos開始的地方 | 《灼火》 | featuring 陽詠存 |

### MV
- 林俊傑《新地球》
- 林俊傑《浪漫血液》
- 黃崇旭《Prodigal Son》

## 廣告
- BenQ 追劇女孩與她的杯具男孩
- 好菇道 救營養小食堂 菌活篇
- 遠傳 360度心服務
- 麥當勞 誤會篇
- 麥當勞 賤兔系列
- 麥當勞 錯過篇
- 台灣大哥大 Android自創虛擬人物
- 民調電話kuso廣告
- 玫瑰四物飲 蔡依林篇
- 台灣大哥大 Android3D
- Yahoo奇摩購物中心週年慶
- 仕高利達
- 可口可樂
- 佳慕衛生巾 中國大陸
- 菲蘇德美 抗痘洗面乳

## 獎項
2015華劇大賞《最佳潛力新星獎》軍官‧情人《入圍》
2015華劇大賞《最佳催淚獎》軍官‧情人 與寇世勳《入圍》

## 外部連結
- 陽詠存Esther Yang的Facebook專頁
- 陽詠存Esther Yang的Instagram帳戶
- Esther陽詠存的新浪微博
- Esther陽詠存的新浪博客